# Bhaja

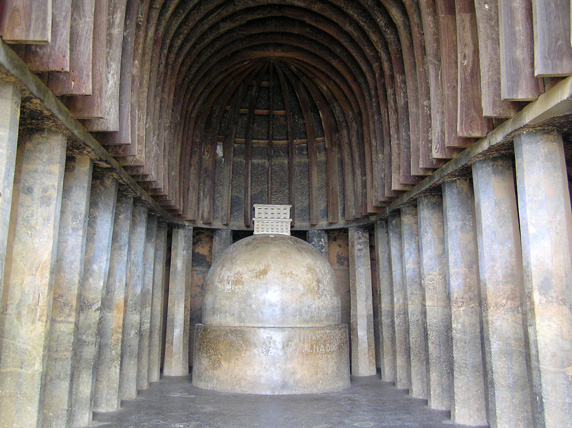
Main vihara

Bhaja är en ort som ligger mellan orterna Bombay och Pune i Indien, känd för sitt buddhistiska klipptempel, en chaityahall, daterad till cirka år 200. Totalt finns arton grottor. Förutom chaiytan finns det tio budist kloster, vihara, och fjorton stupor.